# قائمة 1 من الوكالة الدولية لبحوث السرطان عن العوامل المسرطنة للبشر
قي القائمة 1 من الوكالة الدولية لبحوث السرطان تم تصنيف المواد والمخاليط وظروف التعرض لها على أنها مسرطنة للبشر وبها:
1. العوامل (المخاليط) المسرطنه للبشر.
2. وكذلك الظروف المعرضة للإصابة بالسرطانات لدى البشر. تُستخدم هذه الفئة (فئة الظروف المعرضة للإصابة بالسرطانات) عندما يكون هناك دليل كافٍ على السرطنة لدى البشر. بشكل استثنائي، قد توضع بعض العوامل (المخاليط) في هذه الفئة عندما تكون الأدلة على أنها مسرطنة لدى البشر غير كافية ولكن هناك أدلة كافية على السرطنة في حيوانات التجارب ودليل قوي في البشر المعرضين للظروف وتأثيرها كما العوامل (المخاليط).

## العوامل

### ظروف معدية
الفيروسات
- العدوى بـ فيروس العوز المناعي البشري
- فيروس تي- الليمفاوي البشري من النوع الأول
- فيروس الورم الحليمي البشري
- العدوى المزمنة بـ فيروس التهاب الكبد ب
- العدوى المزمنة بـ فيروس التهاب الكبد ج
- فيروس الهربس المرتبط بساركوما كابوزي
- فيروس إبشتاين-بار

البكتريا
- العدوى بـ ملوية بوابية

الديدان
- العدوى بـ متفرع الخصية الصيني
- العدوى بـ متأخر الخصية الزبادي
- العدوى بـ بلهارسية دموية

### المواد الكميائية
- أسيتالدهيد مرتبط بتناول الخمور
- أفلاتوكسين
- 4-أمينو ثنائي الفينيلوكان يستخدم في السابق كمضاد تأكسد في صناعة المطاط الصناعي وفي تحضير الأصبغة
- حمض الأريستولوشيك
- زرنيخ وهو معدن سام يتواجد في المياه الجوفية في بعض الدول وفي الطبيعة
- أسبست ويستخدم في البناء والصناعة
- آزاثيوبرين وهو دواء مثبط للمناعة يستعمل بحالة زرع الأعضاء وأمراض المناعة الذاتية
- البنزين (مركب كيميائي)
- بنزيدين ويستخدم في الأصبغة وكشف الدم
- بنزو(a)بيرين وهو من تواتج احتراق الفحم
- بيريليوم ويستخدم في تطبيقات صناعية مختلفة
- 3،1-بوتاديين ويستخدم في توليد المطاط الصناعي
- بوسلفان وهو دواء كبت مناعة
- كادميوم يستخدم في صناعة الأصباغ والصناعات النووية والصباغة
- كربادوكس وهو دواء بيطري يحارب الإصابة البكتيرية
- كلورنافازنين
- كلورامبوسيل وهو علاج كيميائي يُستخَدم لِعلاج ابيضاض الدم الليمفاوي المزمن
- سيموستين وهو دواء كان يستخدم للعلاج الكميائي
- مضاعف (كلوروميثيل) الإيثر ويستخدم في العطور
- إيثر كلوروميثيل الميثيل
- الكروم سداسي التكافؤ
- سيكلوسبورين ويستخدم في زراعة الأعضاء والتهاب المفاصل
- سيكلوفوسفاميد هو دواء مضاد للسرطان
- 1،2-ديكلورو بروبان
- ثنائي إيثيل ستيلبوستيرول وهو من أدوية علاج السرطانات
- العلاج باستخدام الهرمونات البديلة
- موانع حمل فموية محتوية على الإستروجين والبروجستيرون
- إيثانول وهو مرتبط بتناول الخمور
- اريونيت
- أكسيد الإيثيلين
- إيتوبوسيد وهو دواء للعلاج الكيميائي يستخدم لعلاج عدد من أنواع السرطان
- إيدينيت
- ميثانال وهو مضاد للبكتريا
- زرنيخيد الغاليوم ويستخدم في تصنيع الأجهزة مثل الدوائر المتكاملة التردد الميكروويف
- لندان وهو مبيد حشري
- ميلفالان ويستخد في العلاج الكميائي
- ميثوكزالين وهو علاج للصدفية
- 4،4 'ميثيلينبيس (2-كلورو أنيلين)
- علاج ام أو بي بي
- غاز الخردل
- 2-النفثالامين وهو مشتق من النفثالين
- إشعاع نيوتروني
- النيكل ويستخدم بشكل رئيسي في صناعة السبائك المختلفة
- ان ان كي
- ان ان ام
- ديوكسينات
- ثنائي الفينيل متعدد الكلور تم حظره وكان يستخدم في الصناعة
- خماسي كلور الفينول وهو مبيد للأفات ومعقم
- تاموكسيفين ويستخدم لعلاج سرطان الثدي
- 2،3،7،8-تيتراكلورودايبينزوديوكسين
- ثيوتيبا ويستخدم لعلاج السرطان
- نظائر الثوريوم
- تريوسلفان
- ثلاثي كلورو الإيثيلين ويستخدم كمذيب عضوي في العديد من التطبيقات الصناعية
- أورثو-توليدين ويستخدم في صناعة الأصبغة والمبيدات
- كلوريد الفاينيل

### العوامل الفيزيائية
- فوسفات
- بلوتونيوم
- نظائر اليود
- نويدة مشعة
- نظائر الراديوم كل من 224 و226 و228
- نظائر الرادون 222
- مخلفات ثنائي أكسيد السيليكون
- التالك المحتوي على أسبست

### العوامل المركبة
- تلوث الهواء
- جسيمات معلقة

### الإشعاعات
- إشعاع مؤين
- الأشعة فوق البنفسجية
- أشعة سينية وأشعة غاما

### المخاليط
- أفلاتوكسينات
- الخمور
- جوز الأريكا
- تنبول مع وبدون التبغ
- الزفت
- قطران الفحم
- الاستهلاك المنزلي للفحم
- عوادم الديزل
- العلاج باستخدام الهرمونات البديلة
- ناتج انشطار نووي
- غبار جلد (منتج)
- زيت معدني
- الطلاء
- الفيناسيتين ومسكنات الألم
- النباتات المحتوية على حمض الأرستولوتشيك
- دسكوسينثنائي الفينيل متعدد الكلور
- اللحوم المصنعة
- الكانتونية (السمك المملح)
- النفط صخري
- السناج
- نشارة الخشب

### الحالات المُعرضة للإصابة
- عملية اتشيسون
- أبخرة الأحماض القوية الغير عضوية
- إنتاج الألومنيوم
- إنتاج أورامين O
- صناعة الأحذية
- منظف مداخن
- غاز الفحم
- قطران الفحم
- فحم الكوك
- غبار نشارة الخشب من الصناعة
- التنقيب عنهيماتيت
- تأسيس الحديد والصلب
- تصنيع الإيزوبروبانول
- صناعة الزجاج
- صباغ الفوشين
- التصوير (فنون تشكيلية) بسبب وجدود البنزين
- الرصف والتسقيف بالقطران الفحم
- صناعة المطاط
- السفع الرملي
- التبغ بدون دخان
- التدخين سلبي
- التدخين
- جهاز تسمير البشرة
- أبخرة اللحام